# Kanton Marseille-Saint-Just
Kanton Marseille-Saint-Just (fr. Canton de Marseille-Saint-Just) je francouzský kanton v departementu Bouches-du-Rhône v regionu Provence-Alpes-Côte d'Azur. Tvoří ho část města Marseille a zahrnuje části městských obvodů 13 a 14.

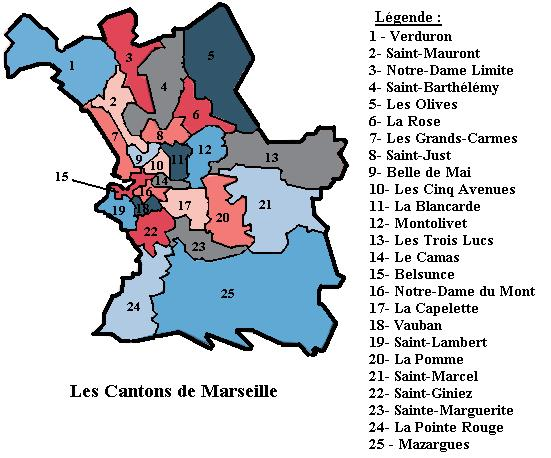
Kantony města Marseille